# Paradise (Big Sean)
Paradise è un singolo del rapper statunitense Big Sean prodotto da Mike Will Made It. Pubblicato il 7 ottobre 2014, il singolo è estratto dall'album Dark Sky Paradise.
Il 13 ottobre 2015 è certificato singolo d'oro dalla RIAA.

## Classifiche

### Classifiche settimanali
| Classifica (2014)        | Posizione massima |
| ------------------------ | ----------------- |
| Stati Uniti              | 99                |
| US Hot Rap Songs         | 23                |
| US Hot R&B/Hip-Hop Songs | 34                |
| US R&B/Hip-Hop Airplay   | 3                 |